# 40 (canción)
"40" es una canción del grupo irlandés de rock U2, la décima pista del álbum War (1983) y la que cierra el disco. Se editó como sencillo solo en Alemania. Aparece también en el álbum en directo Under a Blood Red Sky. La letra se basa en una modificación del Salmo 40 de la Biblia.

## Grabación
Este tema fue grabado justo al final de las sesiones de War. El bajista Adam Clayton ya había abandonado el estudio, y los otros tres miembros de la banda decidieron que no tenían la canción adecuada para cerrar el álbum Bono, The Edge, y Larry Mullen, Jr. grabaron rápidamente esta canción, corriendo el bajo a cargo de The Edge, además de la guitarra eléctrica. Bono tituló “40” al tema en alusión al Salmo 40, en el que se basa la letra.
El primer verso de la canción se basa en Psalm 40:1-2, y el segundo en Psalm 40:2-3. El estribillo procede de los dos primeros versos de Psalm 40:3, que dice "He put a new song in my mouth, a song of praise to our God..." (“Él pondrá un nuevo cantar en mi boca, un cantar de alabanza a nuestro Dios…”).

## En directo
El tema se ha hecho notorio sobre todo por sus interpretaciones en directo. Desde su debut en vivo en febrero de 1983, "40" ha sido uno de los temas recurrentes de la banda en los conciertos, habiendo sido interpretado unas 400 veces, siempre como última canción del setlist, con la que el grupo cerraba los conciertos.

## Lista de canciones
1. "40 (How Long)" (Album Version) – 2:35
2. "Two Hearts Beat as One" (Album Version) – 4:02

Dentro de este sencillo, la canción recibió el nombre de "40 (How Long)".